# Águia-pomarina

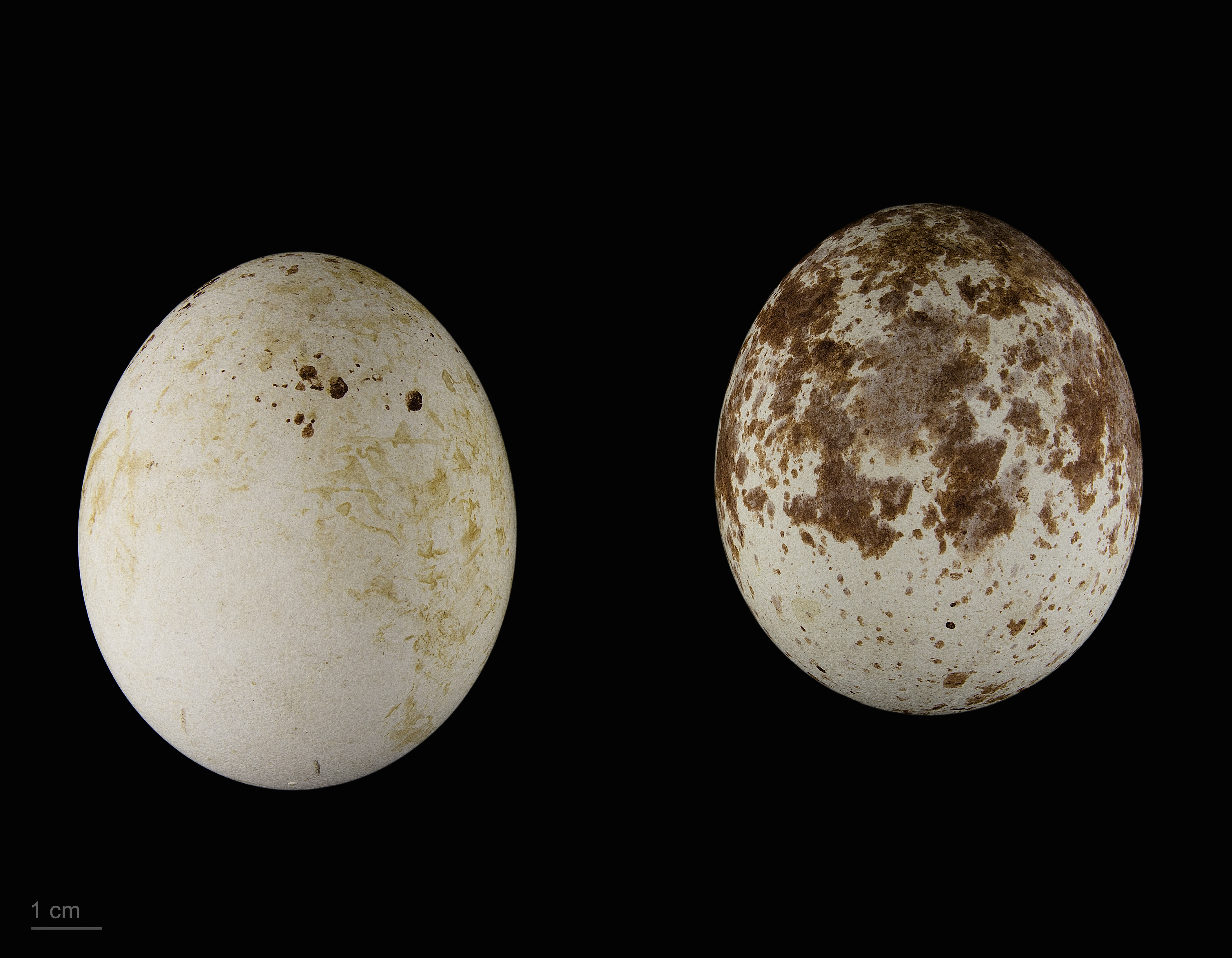
Clanga pomarina - MHNT

A águia-pomerana ou águia-pomarina (Clanga pomarina) é uma grande ave de rapina do leste da Europa. O nome pomarina é uma referência à Pomerânia, região onde é frequente. Pertence à família Accipitridae como todas as águias típicas.

## Descrição
É uma águia de tamanho médio, com cerca de 60–65 cm de comprimento e uma envergadura de asas de 150 cm. A sua cabeça e as coberturas das asas são castanhas claras contrastando com a restante plumagem escura. A cabeça e o bico são relativamente pequenos para uma águia. O bico é amarelo com extremidade preta. Patas amarelas. Exibe normalmente uma mancha branca nas grandes coberturas primárias e o uropígio branco, formando um U ou "ferradura" na base da cauda, mais evidente nos juvenis.
Os juvenis apresentam menor contraste nas asas, mas as remiges apresentam pontos brancos muito visíveis, formando uma linha a meio das asas.
A sua vocalização consiste em latidos agudos, como de um pequeno cão.
Pode ser facilmente confundida com a águia-gritadeira ou com a águia-imperial, ambas de plumagem adulta escura.

## Distribuição e ecologia
A águia-pomarina nidifica na Europa central e de leste, estendendo-se para sudeste até à Turquia, e migra para invernar em África. É uma espécie muito arisca, que frequenta campos abertos ou com pouca arborização, caçando pequenos mamíferos e outras presas terrestres. Põe 1-3 ovos brancos com pintas vermelho-acastanhadas num ninho sobre uma árvore. Tal como é usual nas águias, apenas em anos de grande abundância de alimentos mais do que uma cria sobrevive: a primeira cria a nascer normalmente cresce mais que a(s) outra(s) acabando por a(s) matar e mesmo comer.